# Phillip Adams
Phillip Andrew Hedley Adams é um apresentador, diretos, produtor de filme australiano. Ele faz parte do Conselho Consultivo do site Wikileaks.